# Каміл Серадзький
Каміл Серадзький (пол. Kamil Sieradzki, 11 січня 2002) — польський плавець.
Учасник Олімпійських Ігор 2020 року, де в естафеті 4x200 метрів вільним стилем його збірна посіла 15-ме місце (останнє серед тих, що фінішували) і не потрапила до фіналу.